# Góry Maruszy

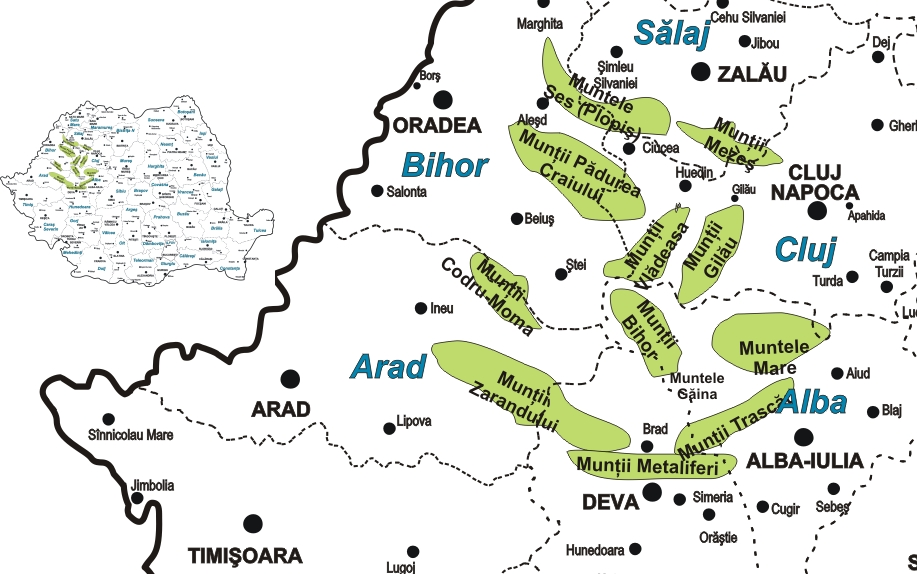
Główne pasma Gór Zachodniorumuńskich

Góry Maruszy (542.2) – grupa górska w Karpatach, stanowiąca południową część Gór Zachodniorumuńskich. Leży w zachodniej Rumunii (w Siedmiogrodzie).
Góry Maruszy mają zróżnicowaną budowę geologiczną. Dzielą się na trzy wyraźnie odmienne grupy górskie i sąsiadujący z nimi odcinek doliny Maruszy:
- 542.21 Góry Zarand na zachodzie
- 542.22 Rudawy Siedmiogrodzkie pośrodku łańcucha
- 542.23 Góry Trascău na wschodzie (najwyższe – do 1437 m n.p.m.)
- 542.24 Bruzda Maruszy

Północną granicę łańcucha tworzą doliny Białego Kereszu i Arieș, południową – tektoniczne obniżenie doliny Maruszy, za którym leżą już Karpaty Południowe.